# Hypocala affinis
Hypocala affinis là một loài bướm đêm trong họ Noctuidae.